# Pagellus erythrinus
La breca (Pagellus erythrinus) es un pez perciforme de la familia de los espáridos, muy común en el mar Mediterráneo. Un sinónimo menos usado[cita requerida] en español es pagel.

## Morfología
Tiene un cuerpo ovalado y algo aplastado lateralmente. En la cabeza tiene una boca muy pequeña y unos ojos de menor tamaño que los de otros peces del mismo género, siendo la boca mayor que el diámetro del ojo -esto lo distingue de otras especies del género-. Es de color gris con una tonalidad roja sobre todo por el lomo. Nunca con bandas ni rayado, aunque pueden aparecerle bandas cuando está asustado.
Un ejemplar típico puede medir entre 1 y 3 dm de longitud, pero se han descrito casos de adultos que alcanzan los 6 dm y 3,2 kg. Presenta una docena de espinas en la aleta dorsal y unas 3 espinas en la aleta anal.

## Hábitat y biología
Se distribuye por la costa este del océano Atlántico desde el mar del Norte hasta Cabo Verde, presente en los archipiélagos de Canarias, Azores y Madeira, siendo típico también de todo el mar Mediterráneo.
Se encuentra desde aguas muy cercanas a la orilla, en diversos tipos de fondo -rocas, grava, arena o algas- donde suele vivir en pequeños grupos, aunque en invierno se desplaza a aguas profundas de hasta los 200 m de profundidad en el Mediterráneo o los 300 m en el Atlántico.
La breca es hermafrodita secuencial protogino, pasando sus dos primeros años de vida reproduciéndose como una hembra, para a partir del tercer año ser un macho cuando superan unos 17 cm de longitud.
Es un pez omnívoro, pero se alimentan preferentemente de animales, como pequeños peces e invertebrados de la zona bentónica.

## Pesca y gastronomía
Es un pescado popular en los países del Mediterráneo, con una delicada carne blanca, con importante presencia en los mercados, aunque de un precio intermedio. Se suele pescar con red o con anzuelo.
No es del todo inofensivo, se han descrito casos de envenenamiento por ciguatera.